# Nothing in This World
"Nothing in This World" é o segundo single oficial do álbum Paris da cantora americana Paris Hilton e foi lançado em 28 de agosto de 2006, e conta com os vocais da então desconhecida cantora pop Kesha. Foi produzido e co-escrito pelo Dr. Luke. A música vagamente diz respeito a um amor não correspondido.

## Lançamento e recepção
A Billboard chamou isso de "outra joia midtempo indiscutivelmente cativante e feliz". Foi oficialmente enviado para a Top 40/Mainstream radio nos Estados Unidos em 28 de agosto de 2006. No Reino Unido, o single físico foi lançado em 6 de novembro de 2006, com o single sendo possível fazer o download uma semana antes. O single fez pegou número 12 na tabela US Billboard Hot Dance Club Play.

## Videoclipe
O vídeo da música de "Nothing in This World" foi filmado por Scott Speer, em Los Angeles, em 5 e 6 de setembro de 2006, em South Pasadena e Long Beach Polytechnic High School, Califórnia. Neste vídeo, Hilton parodia o filme adolescente The Girl Next Door com o seu próprio trailer do filme de simulação no qual ela interpreta uma estrela sexy amada e adorada por, um vizinho adolescente (interpretado por Nick Lane). Elisha Cuthbert, a estrela original do filme, faz um rápida aparição como namorada do ator e modelo Scott Elrod. O vídeo estreou no dia 22 de setembro, no Canadá pelo MuchMusic. O vídeo também é popular no YouTube, tendo recebido mais de 15,5 milhões de visualizações. O vídeo também passou 7 semanas no VH1 "Top 20 Video Countdown", onde chegou ao número 5 durante sua quarta semana.
|  |  |  |

## Formatos e faixas
Versão digital do iTunes:
1. "Nothing in This World"
2. "Nothing in This World" [Dave Aude Club Mix]
3. "Nothing in This World" [Jason Nevins Radio Edit]
4. "Nothing in This World" [Dave Aude Radio Edit]
5. "Nothing in This World" [Kaskade Remix]
6. "Nothing in This World" [Jason Nevins Club Mix]
7. "Nothing in This World" [Kaskade Radio Edit]

CD 1 do Reino Unido:
1. "Nothing in This World" [Album Version]
2. "Nothing in This World" [Jason Nevins Extended Mix]

CD 2 do Reino Unido:
1. "Nothing in This World" [Album Version]
2. "Nothing in This World" [Jason Nevins Radio Mix]
3. "Nothing in This World" [Kaskade Mix]
4. "Nothing in This World" [Dave Aude Mixshow]

## Desempenho nas tabelas musicais
| Tabela musical (2010)                       | Melhor posição |
| ------------------------------------------- | -------------- |
| Alemanha (Media Control AG)                 | 34             |
| Austrália (ARIA)                            | 32             |
| Bélgica (Ultratop 50 de Flandres)           | 46             |
| Bélgica (Ultratop 50 da Valônia)            | 57             |
| Estados Unidos (Billboard Dance Club Songs) | 12             |
| Finlândia (Suomen virallinen lista)         | 7              |
| Irlanda (IRMA)                              | 38             |
| Países Baixos (Single Top 100)              | 84             |
| Reino Unido (Official Charts Company)       | 55             |
| Suécia (Sverigetopplistan)                  | 36             |
| Venezuela Pop Rock (Record Report)          | 6              |